# 陶瑞麟
陶瑞麟（1914年—1979年），男，浙江杭州人，中国柴油发动机技术专家、液体火箭发动机工艺制造专家，曾任第七机械工业部第一研究院179厂第一副厂长兼总工程师。